# Frank Maasdorf
Frank Maasdorf (* 29. Juni 1950 in Dresden; † 7. März 2023 ebenda) war ein deutscher Bildhauer.

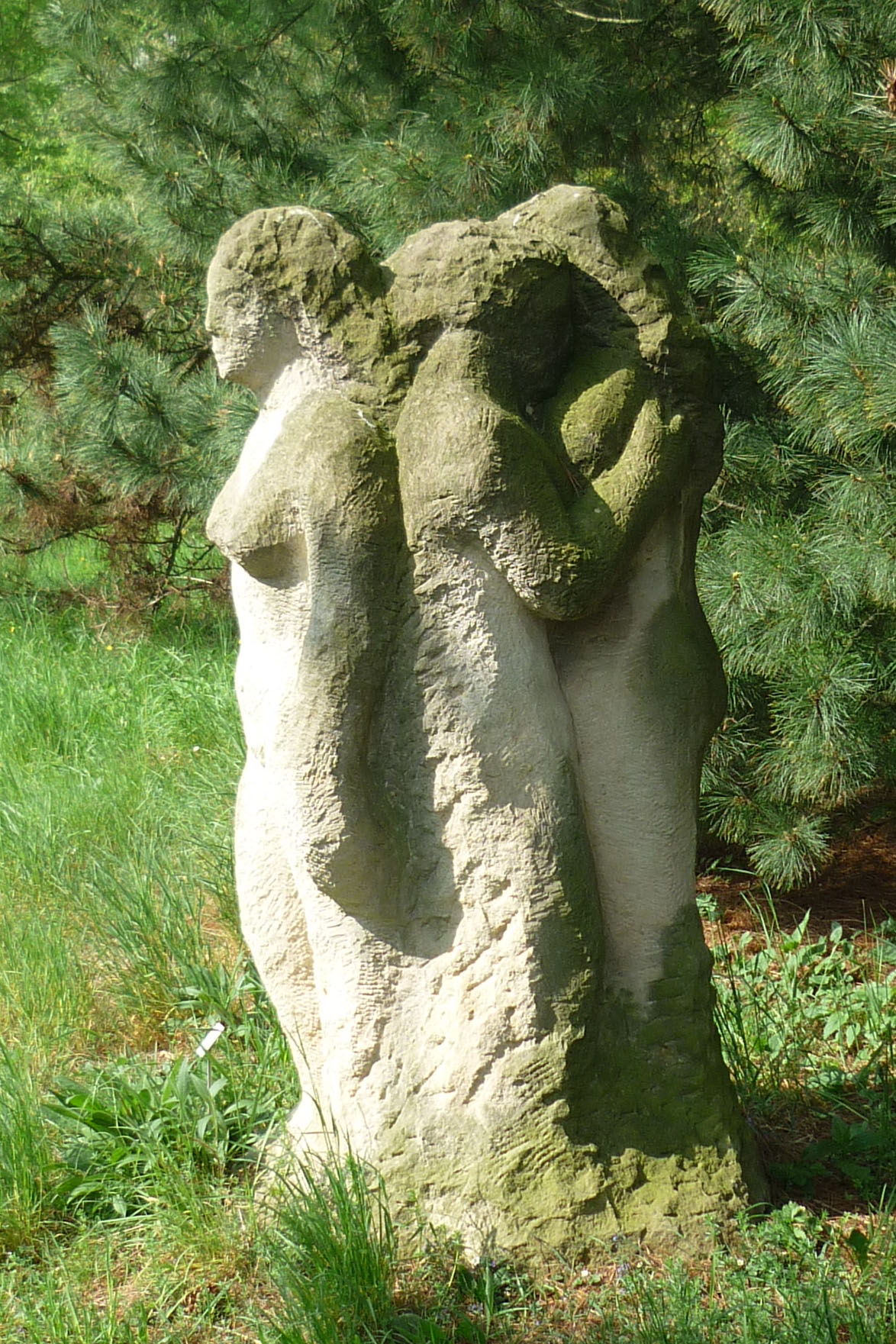
Drei Grazien im Botanischen Garten Dresden

## Leben und Wirken
Seine Kindheit und Schulzeit verbrachte Maasdorf in Dresden, wo er auch eine Lehre als Bildhauer absolvierte. Von 1972 bis 1977 studierte er bei Gerd Jaeger, Walter Arnold und Helmut Heinze an der Hochschule für bildende Künste in Dresden. Er erhielt als Meisterschüler von Jaeger das Diplom als Bildhauer. Ab 1977 arbeitete er freischaffend in Dresden. Dabei hatte er von 1982 bis 1985 einen Fördervertrag mit dem VEB Betonwerk Dresden. 1981 beteiligte Maasdorf sich mit weiteren acht Bildhauern auf dem Gelände des Leipziger Zoos am I. Internationalen Leipziger Bildhauer-Pleinair.
Er arbeitet mit den verschiedensten Materialien wie Holz, Sandstein, Marmor und Bronze. Seine Werke zeugen von der Darstellung des menschlichen Körpers mit Kopf in säulenartiger Form. Mal sehr dynamisch und vollwirkend voluminös oder zierlich und zerbrechlich. Dabei richtete er sich nach dem Material und versuchte immer das Ausdrucksvolle herauszuarbeiten. Dabei setzte er seine Kunsterfahrungen der beheimateten barocken Sandsteinfigur wie auch die vergröberte Formensprache des Expressionismus ein. Seine Spontanität und auch seine Expressivität bestimmten den Rhythmus seines künstlerischen Schaffens. Maasdorf war bis 1990 Mitglied im Verband Bildender Künstler der DDR.

## Öffentliche Sammlungen mit Werken Maasdorfs (unvollständig)
- Berlin: Nationalgalerie
- Dresden: Skulpturensammlung[4]
- Dresden: Kunstfonds des Freistaates Sachsen[4]
- Halle/Saale: Kunstmuseum Moritzburg

## Werke (Auswahl)

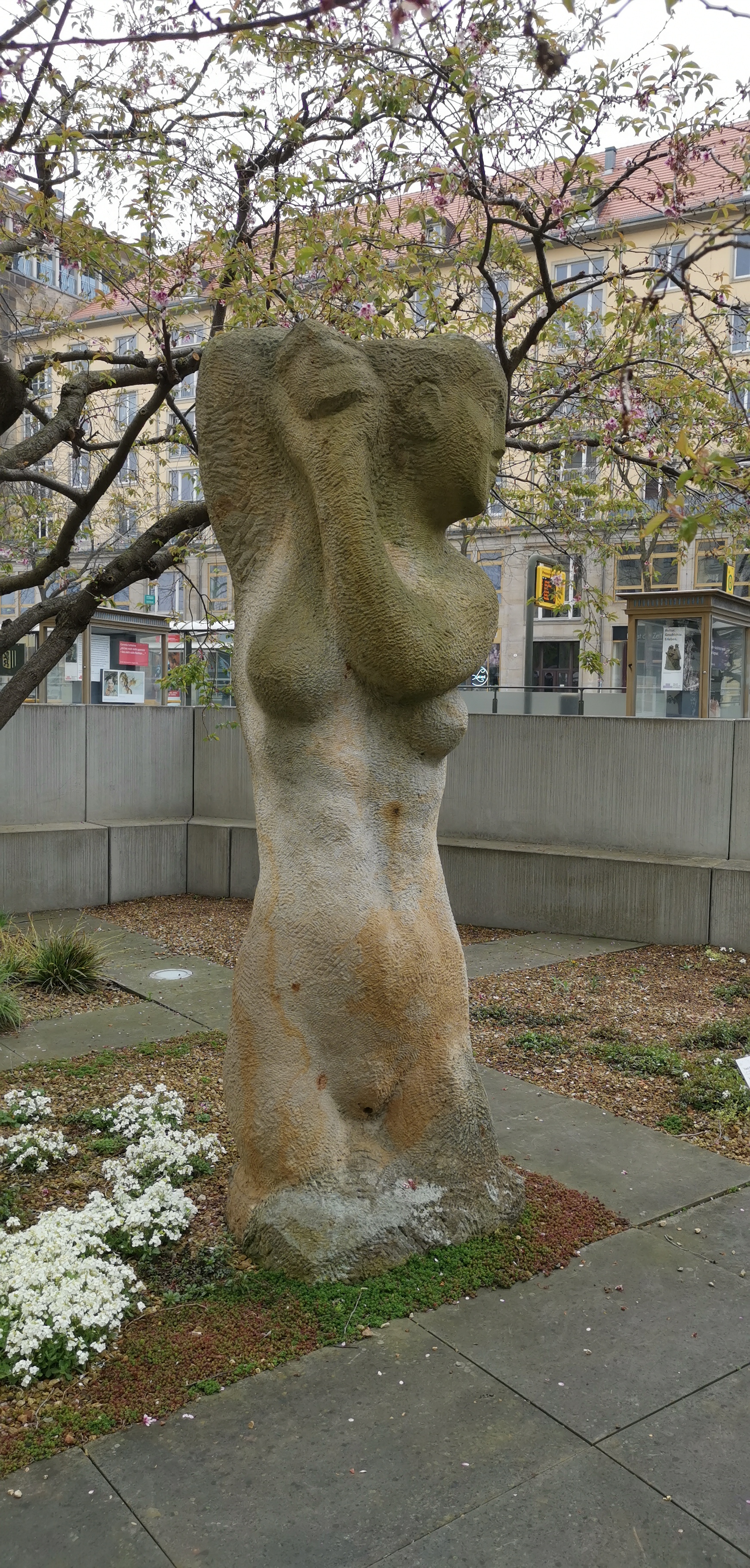
Aus dem Meere, 1990er-Jahre vor dem Landhaus in Dresden

- 1979: Figur 79, abstrakte Skulptur, aus Holz, Dresden; Büro für Bildende Kunst
- 1979: Drei Grazien, Skulptur Sandstein, Botanischer Garten Dresden
- 1980: Widerstand III, Skulptur aus Holz, Objekt des Kunstbestands des ehemaligen Zentralinstituts für Kernforschung Rossendorf, jetzt im Kunstfonds des Freistaates Sachsen[5]
- 1981: Stelen, Holz Ausstellung Dresden: Plastik aus Dresden: 1945 bis 1984 Ortskatalog zur Kunst und Architektur
- 1982: Stehende, Statuette, Bronze, Dresden
- 1985/1986: Figur mit Maske, Skulptur, Bronze, Dresden; Büro für Bildende Kunst
- 1985: König, Holz, Frankfurt/Oder
- 1986: Pirouette, Skulptur, Holz Dresden,
- 1988: Figurengruppe Statuette Neue Dresdner Galerie Hauptkatalog_0264549[6]
- 1989: Sitzende, Sandstein Dresden; Neue Dresdner Galerie Hauptkatalog_0403793[7]
- 1990: Sphinx; Sandstein, Stadtverwaltung Dresden
- 1990er Jahre: Aus dem Meere, Sandstein, Dresden, Landhaus Dresden
- 1995: Die drei Frauen aus Sandstein, Gruppenplastik Pulsnitz, Schlossgarten, Kunstfonds des Freistaates Sachsen
- 1995 und 2015: Sylvette, Sandstein, Dresden
- 2012: Januskopf, Sandstein, Dresden

## Ausstellungen

### Einzelausstellungen (unvollständig)
- 1987: Dresden, Leonhardi-Museum
- 1988: Zentralinstitut für Kernforschung Rossendorf, Ausstellung des Rossendorfer Klubs
- 2013: Galerie Himmel (mit Harald Metzkes)
- 2015: Dresden, Leonhardi-Museum[8]

### Teilnahme an zentralen und wichtigen regionalen Ausstellungen in der DDR
- 1979 und 1985: Dresden, Bezirkskunstausstellungen
- 1980: Frankfurt/Oder, Sport- und Ausstellungszentrum („Junge Künstler der DDR “)
- 1981: Dresden („Junge Dresdner Kunst“)
- 1981 und 1986: Meißen, Albrechtsburg („Plastik zum Begreifen. Eine Ausstellung für Blinde und Sehende“)
- 1984: Berlin, Neue Berliner Galerie im Alten Museum („Junge Künstler der DDR“)
- 1984: Dresden, Galerie Rähnitzgasse („Plastik aus Dresden 1945-1984“)
- 1986: Dresden, Leonhardi-Museum und Galerie Ost („Figur. Malerei - Grafik – Plastik“)
- 1986: Dresden, Galerie Kunst der Zeit („Kleinplastik“)
- 1987/1988: Dresden, X. Kunstausstellung der DDR
- 1988: Cottbus, Staatliche Kunstsammlungen („Figur = Zeichen“)